# Elis Regina
Elis Regina Carvalho Costa, conosciuta come Elis Regina (Porto Alegre, 17 marzo 1945 – San Paolo, 19 gennaio 1982), è stata una cantante brasiliana.
Interprete cardine della Música Popular Brasileira (MPB), visse da protagonista tutta l'epoca d'oro della musica brasiliana sin dai primi anni sessanta, quando la rivoluzionaria bossa nova iniziava a imporsi anche all'estero. Elis Regina dominò la scena brasiliana fino alla fine degli anni settanta, attraversando tutta la fase più delicata della storia brasiliana di quello scorcio di secolo (compresa la dittatura militare).
Fu proprio il suo temperamento e l'energia che esprimeva che la resero popolare e le valsero soprannomi come "Furacão" (uragano) e "Pimentinha" (peperoncino). Lei preferiva farsi chiamare Elis, perché Regina (secondo i suoi innumerevoli fan) lo era di fatto.

## Biografia

### Gli inizi

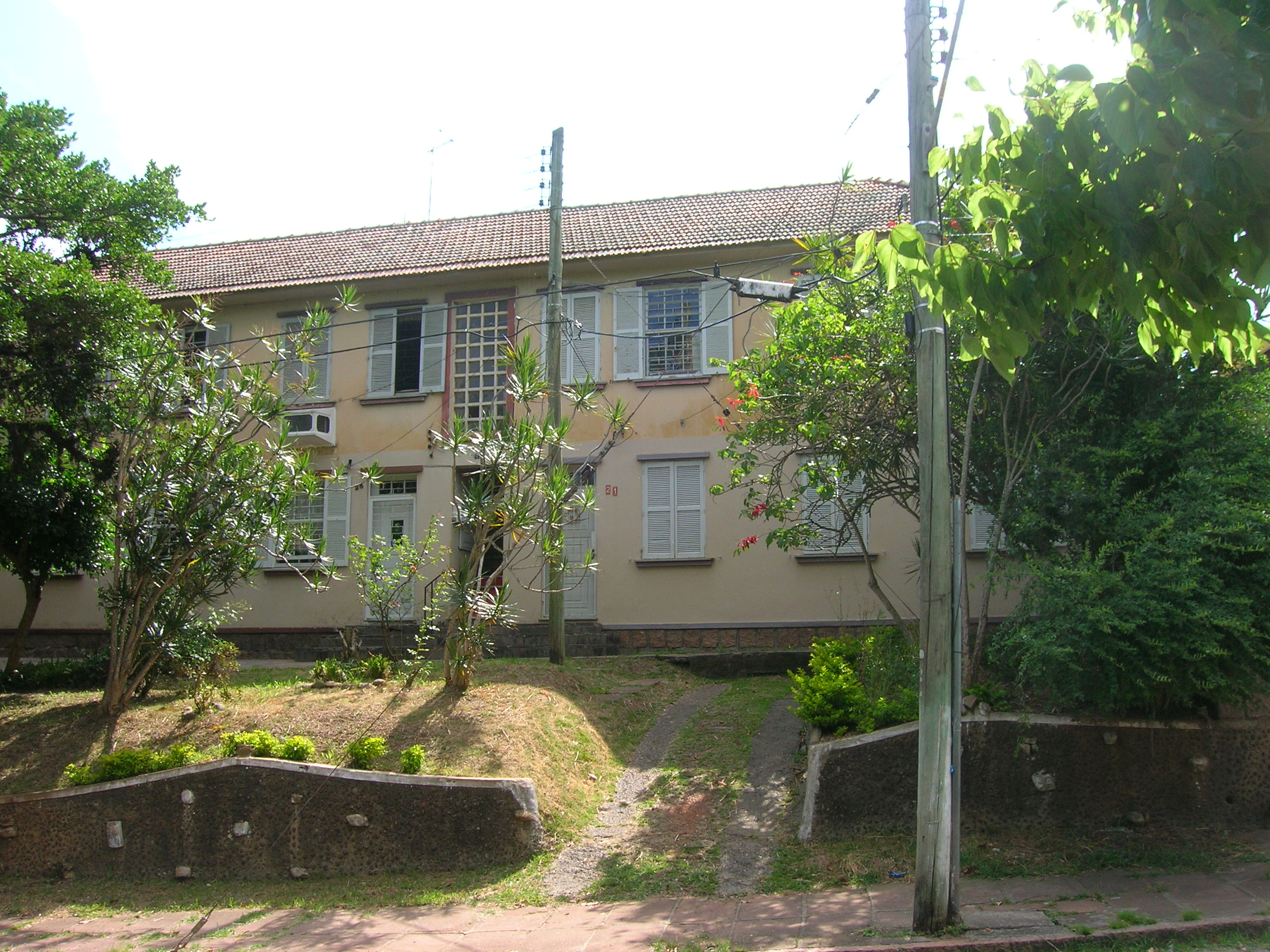
La casa dove crebbe Elis Regina

Primogenita di Romeu Costa ed Ercy Carvalho Costa, di cinque anni maggiore del fratello Rogério Costa. Ad appena sette anni partecipò al programma Clube do Guri, trasmesso dall'emittente Rádio Farroupilha, e il suo esordio come cantante radiofonica avvenne quattro anni dopo nella stessa trasmissione, dove avrebbe lavorato in seguito come segretaria di produzione del programma e come presentatrice.
Dai nove agli undici anni prese lezioni di piano dalla vicina di casa, ma fu costretta a interrompere lo studio perché a casa non possedeva lo strumento su cui esercitarsi. Dai dodici anni in poi frequentò alcune scuole superiori di Porto Alegre.

### La carriera

#### Il successo in Brasile
Il 1959 la vide presente nel Programa Maurício Sobrinho, dopo che la cantante, ancora giovanissima, aveva firmato un contratto che la legava a Rádio Gaúcha, e l'anno seguente Elis Regina incise il suo primo disco con le canzoni Dá Sorte e Sonhando. Per la casa discografica Continental, l'anno dopo fu la volta del primo album, Viva a Brotolândia, e nel 1962 fu pubblicato il secondo LP, Poema, e Porto Alegre la incoronò “Migliore cantante dell'anno”. Nel 1963 incise il terzo album, questa volta per la CBS, intitolato O Bem do Amor.
Il 1964 fu l'anno in cui Elis Regina assieme al padre lasciò Porto Alegre per trasferirsi a Rio de Janeiro in cerca di notorietà. Qui fece conoscenza con Marly Tavares, Jorge Ben e Wilson Simonal con cui si esibì nello spettacolo televisivo Noites de Gala, e cominciò a frequentare il Beco das Garrafas, la zona di Rio de Janeiro dove si trovavano i locali notturni in cui crebbero gli artisti di bossa nova. Bossa Três e Sosifor furono due spettacoli che videro protagonista Elis Regina assieme a Marly Tavares e a Gaguinho. Il secondo show si svolse sotto la direzione artistica di Luiz Carlos Miéle e Ronaldo Bôscoli. Altre esibizioni la videro cantare a Rio assieme a Sílvio César, Agostinho dos Santos, Lennie Dale, Pery Ribeiro e lo Zimbo Trio, e a San Paolo Elis Regina partecipò agli spettacoli Primeira audição, Bossa só e O Remédio é bossa. In quest'ultimo spettacolo la cantante guadagnò le luci della ribalta oscurando gli altri artisti sul palco, fra i quali nomi ben più noti quali Alaíde Costa, Sylvia Telles, Carlos Lyra, i gruppi vocali Zimbo Trio e Quarteto em Cy, Vinícius de Moraes e, Oscar Castro-Neves, per citare i più noti; smentiva così il giudizio altezzoso che solo tre mesi prima Tom Jobim aveva espresso nei suoi confronti. Non mancarono, in questo anno, anche collaborazioni con artisti paulisti come Adoniran Barbosa: insieme portarono al successo la canzone Tiro ao Álvaro.

Elis Regina e Jair Rodrigues, 1972

Con una performance leggendaria in cui la cantante concluse nella posizione di crocifissione mentre le lacrime le rigavano gli occhi, a soli vent'anni vinse il I Festival Nacional de Música Popular Brasileira del 1965 con la canzone Arrastão, conquistando il Berimbau de Oro, vittoria che la lanciò a livello nazionale come astro nascente nell'ambito della musica popolare brasiliana, e l'album Dois na Bossa, incisione dal vivo dello spettacolo "Elis, Jair e Jongo Trio", concerto di grande successo, fece guadagnare a Elis Regina e a Jair Rodrigues l'opportunità di condurre un programma TV settimanale di musica in cui venne a contatto con i grandi cantanti brasiliani del suo tempo. Allo stesso anno risale l'album Samba eu canto assim.

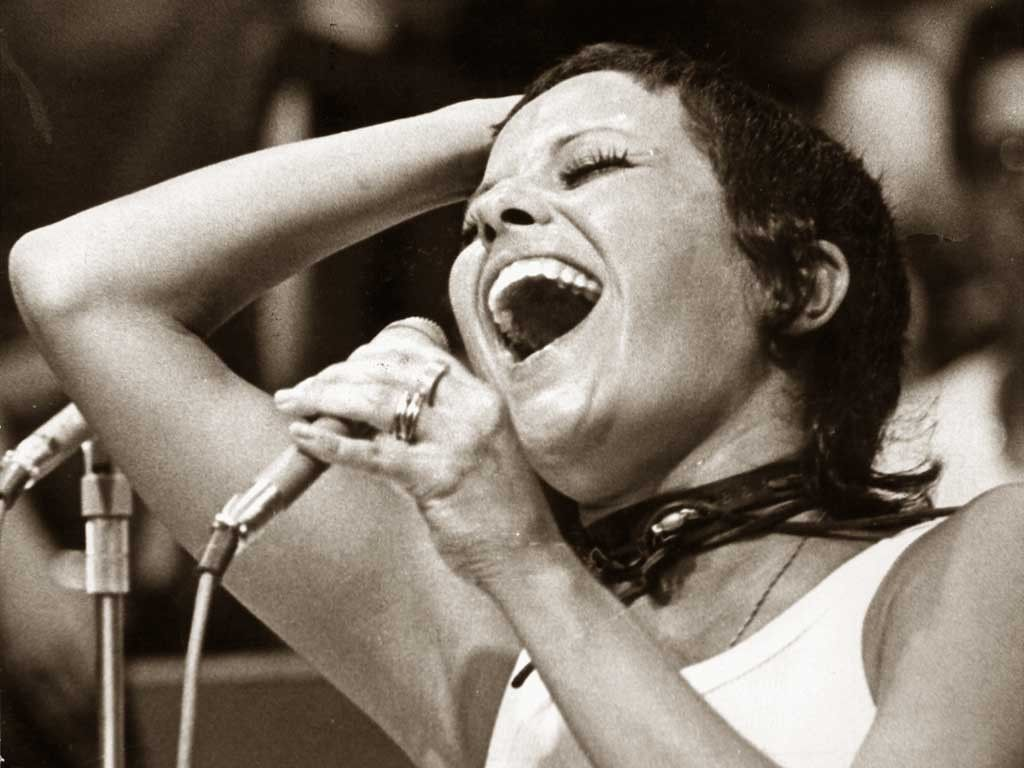
Elis Regina in concerto

Fu in tournée in Europa insieme a Rodrigues e allo Zimbo Trio agli inizi del 1966. A marzo portò al successo Elis, disco in cui spiccava Canção do sal, composta da Milton Nascimento, e a settembre risale la partecipazione al II Festival da Música Popular Brasileira, in cui si attestò al quinto posto con la canzone Ensaio geral; il mese dopo prese parte al I Festival Internacional da Canção con Canto triste, di Edu Lobo che la accompagnò alla chitarra; infine a dicembre si esibì con Baden Powell.
Nel 1967, concluso il programma Fino da Bossa, prese parte ad altre trasmissioni, e partecipò a un'esibizione insieme a Gilberto Gil e Edu Lobo contro la musica straniera che stava invadendo il Paese. Con il motivo O cantador si classificò in finale nel III Festival da Música Popular Brasileira, e ancora una volta fu premiata come migliore interprete, e poi pubblicò due canzoni, Tristeza que se foi e Upa, Neguinho, a cui seguirono altri successi, Travessia, di Milton Nascimento – con cui giunse seconda al II Festival Internacional da Canção – e Manifesto. Quell'anno Elis Regina si sposò con Ronaldo Bôscoli, di sedici anni più vecchio. La relazione sarebbe andata incontro a momenti burrascosi e la coppia – che ebbe il figlio João Marcelo – si sarebbe separata a metà del 1972.

#### Il trionfo internazionale
Ormai la popolarità di Elis Regina aveva superato i confini nazionali, infatti la cantante fu scelta a rappresentare il Brasile a Cannes in occasione del II Mercado Internacional do Disco e da Edição Musical (MIDEM), con l'opportunità di apparire in diverse TV europee. In occasione della trasferta francese dette un concerto all'Olympia di Parigi. Tornata in Patria, continuò a collezionare trionfi musicali, interpretando Sabiá (di Tom Jobim e Chico Buarque) e Noite dos mascarados, di Chico Buarque, cantata in lingua francese e con arrangiamenti di Eumir Deodato, lanciando l'album Elis especial, e poi con un concerto tenuto a Buenos Aires e un altro a Lisbona. In apertura del 1969 fu di nuovo in Europa, dove a Londra incise un LP con Peter Knight e in Svezia fu la volta della registrazione di un altro album in collaborazione con Toots Thielemans. Fu proprio nel Vecchio Continente che la cantante, mai apertamente schierata politicamente a differenza di altri artisti brasiliani, si lanciò in una feroce critica nei confronti della giunta militare fascista che governava il suo Paese, avendo come scudo contro eventuali ritorsioni l'enorme popolarità di cui godeva in Patria. Il governo golpista, come perfida rappresaglia, la costrinse a cantare l'inno nazionale in occasione dell'anniversario dell'indipendenza del Brasile. Questo episodio le alienò le simpatie di molti degli artisti dissidenti, ma in seguito fu rivelato che i militari avevano minacciato di arrestarla se si fosse rifiutata di obbedire, e il fatto di avere un figlio in tenera età la costrinse a sottostare al ricatto.

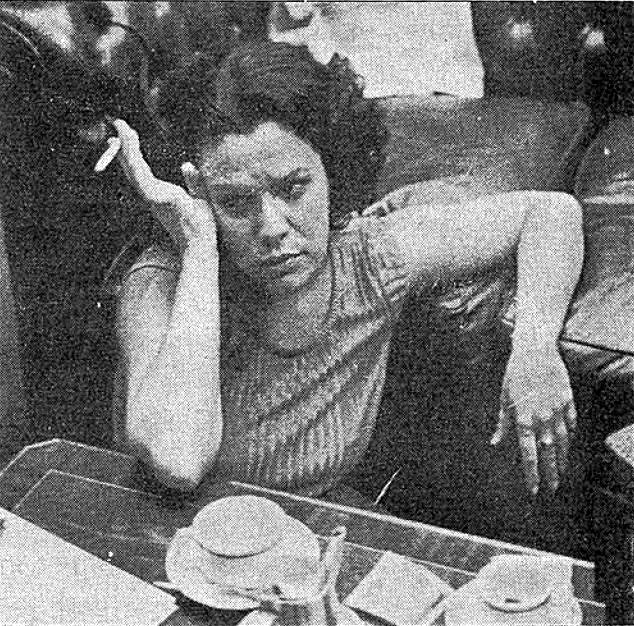
Elis Regina, 1967

A Rio de Janeiro fu protagonista dello spettacolo Elis com Miéle & Bôscoli, in cui era accompagnata dal quintetto formato da Roberto Menescal alla chitarra, Jurandir al pianoforte, José Roberto al contrabbasso, Wilson das Neves alla batteria e Hermes alle percussioni, e lanciò le canzoni Vexamão e Perdão não tem insieme a Pelé.
Gli anni settanta la videro ancora sotto i riflettori: a interpretare successi di compositori brasiliani – da sola o a fianco di grandi strumentisti connazionali –, a intervenire in trasmissioni televisive, a partecipare a spettacoli accanto ai musicisti brasiliani César Camargo Mariano, Luizão Maia, Ivan Lins, Marília Medalha, Paulinho Nogueira, Tom Zé, Benito Juarez, Marcus Vinícius, Tim Maia, Rita Lee, Chico Buarque e Maria Bethânia, fra i tanti, e a registrare album. Fra gli LP di maggior rilievo, inciso nel febbraio/marzo del 1974 a Los Angeles è Elis & Tom – in cui la cantante duettò con Tom Jobim – a cui seguì dopo sei mesi lo spettacolo dallo stesso nome. In quell'anno la cantante sposò in seconde nozze César Camargo Mariano, trasferendosi a San Paolo dove diede alla luce nel 1975 il secondogenito Pedro, e l'anno successivo scelse di andare ad abitare sulle colline a nord di San Paolo dove nacque la terza figlia, Maria Rita. Nel 1979 Elis Regina fu anche al Festival di Montreux, dove venne omaggiata da una ovazione che si protrasse per undici minuti.

### La morte
Nel 1980 fu allestito lo spettacolo Saudade do Brasil – da cui derivò il doppio album – che vedeva, oltre alla cantante, ventiquattro elementi fra danzatori e musicisti. Lo spettacolo Trem azul dell'anno seguente fu l'ultima esibizione di Elis Regina e del 5 gennaio 1982 è la sua ultima intervista nella trasmissione TV Jogo da Verdade.

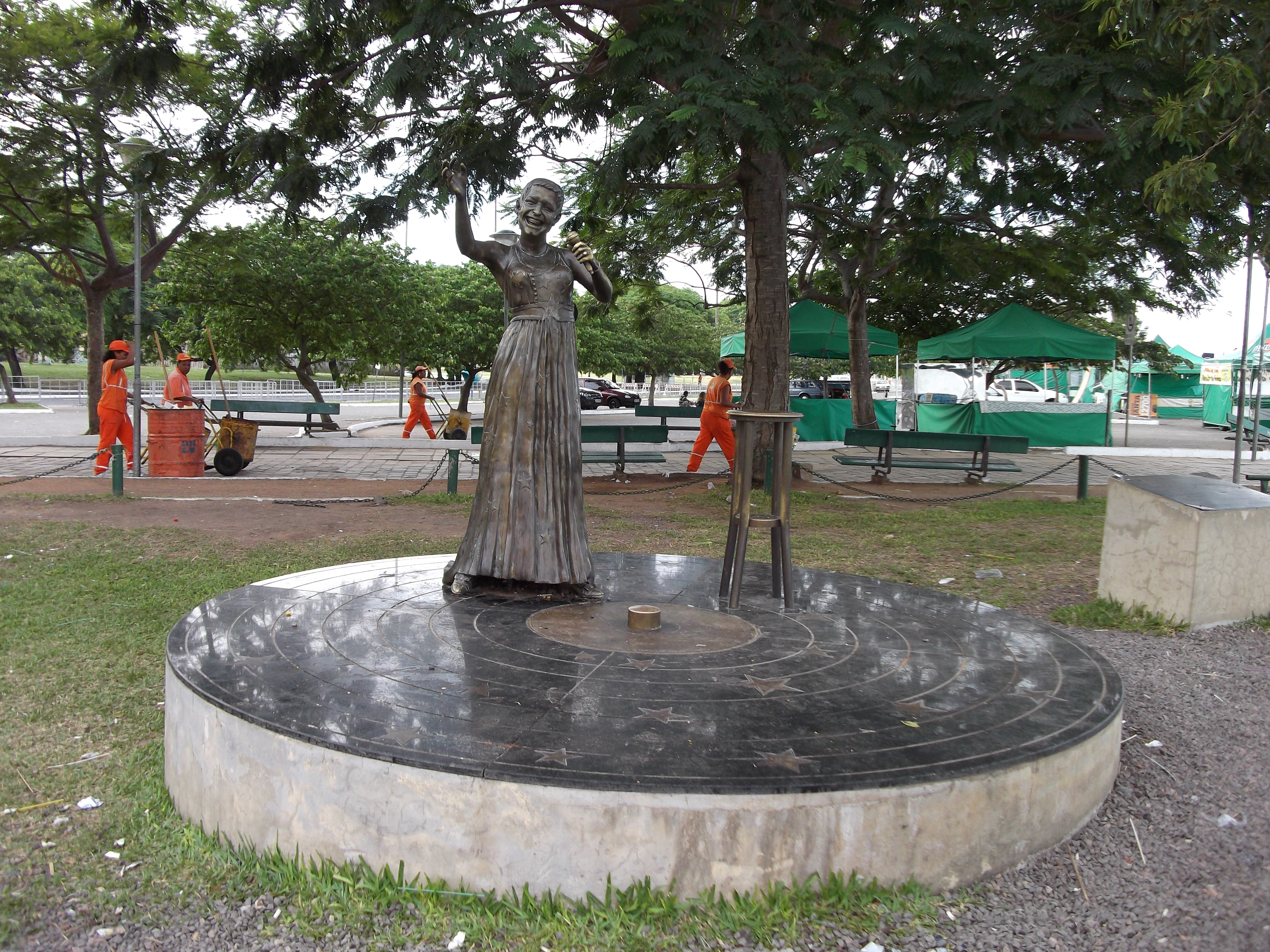
Monumento in onore di Elis Regina

Due settimane dopo, a San Paolo, la cantante morì per un'intossicazione dovuta a un mix di cocaina e alcol secondo i risultati dell'autopsia. Il corpo senza vita fu portato al Teatro Bandeirantes, fu vestito, avvolto nella bandiera nazionale brasiliana con il suo nome al posto della dicitura "Ordem e Progresso" e vegliato fino all'alba del giorno successivo. Il corteo funebre, formato da migliaia di persone, si mosse dal teatro e percorse le vie della città seguendo la bara trasportata dal Corpo dei Vigili del Fuoco, fino ad arrivare al cimitero di Morumbi dove Elis Regina fu sepolta, nella grande emozione che pervase tutto il Brasile e che è testimoniata dai titoli dei giornali che la ricordavano con commozione.
Qualche giorno dopo, centomila persone assistettero a un concerto in memoria della cantante tenutosi a San Paolo con la partecipazione dei più grandi cantanti brasiliani. Negli anni a venire furono organizzate manifestazioni in suo onore da associazioni, scuole musicali e centri culturali, oltre alla titolazione di vie e all'erezione di monumenti per mantenere vivo il ricordo della grande artista.

## Discografia

### Album
- 1961 - Viva a Brotolândia
- 1962 - Poema de amor
- 1963 - Ellis Regina
- 1963 - O Bem do Amor
- 1965 - Samba, eu canto assim
- 1965 - Dois na bossa - Elis Regina & Jair Rodrigues
- 1965 - O Fino do Fino - Elis Regina & Zimbo Trio
- 1966 - Dois na bossa número 2 - Elis Regina & Jair Rodrigues
- 1966 - Elis
- 1967 - Dois na bossa número 3 - Elis Regina & Jair Rodrigues
- 1968 - Elis especial
- 1969 - Elis
- 1969 - Elis Regina in London
- 1969 - Elis Regina & Toots Thielemans
- 1970 - Em pleno verão
- 1971 - Ela
- 1972 - Elis
- 1973 - Elis
- 1974 - Elis
- 1974 - Elis & Tom - Elis Regina & Antonio Carlos Jobim
- 1976 - Falso brilhante
- 1977 - Elis
- 1978 - Transversal do Tempo (live)
- 1979 - Essa mulher
- 1980 - Saudade do Brasil
- 1980 - Elis

### Realizzazioni postume
- 1982 - Trem azul (live, registrazione del suo ultimo spettacolo)
- 1983 - Vento de maio (compilation)
- 1984 - Luz das estrelas
- 1994 - Elis Regina no Fino da Bossa (live)
- 1995 - Elis ao vivo (live)
- 2002 - 20 anos de saudade (compilation)
- 2004 - Little Pepper: The Definitive Collection (compilation)